# Montes Claros
Montes Claros é um município brasileiro no norte do estado de Minas Gerais. Localiza-se a norte da capital do estado, distando desta cerca de 422 km. Ocupa uma área de 3 589,811 km², sendo que 73,51 km² estão em perímetro urbano. Sua população em 2022 era de 422 793 habitantes, posicionando-se como o quinto mais populoso do estado mineiro.
Montes Claros foi emancipada no século XIX, tendo, há bastante tempo, a indústria e o comércio como importantes atividades econômicas, sendo considerada um polo industrial regional. Atualmente é formada por onze distritos e subdividida ainda em cerca de 200 bairros e povoados. Conta com diversos atrativos naturais, históricos ou culturais, como os Parques Municipal Milton Prates, Guimarães Rosa e Sapucaia, que são importantes áreas verdes, e construções como a Catedral de Nossa Senhora Aparecida e a Igrejinha dos Morrinhos, além dos vários sítios arqueológicos.

## História

### Origens e pioneirismo
As terras do atual município de Montes Claros eram, até a década de 1660, habitadas apenas pelos povos indígenas Anais e Tapuias. Por volta do ano de 1554, uma expedição composta por 12 bandeirantes, a Expedição Espinosa, desbravou a região à procura de pedras preciosas, e embrenhou-se pelo sertão do Norte da Capitania de São Paulo e Minas de Ouro. Contudo, esses aventureiros não se fixaram na região.
Em 1674, Fernão Dias Pais, o governador das esmeraldas, organizou uma bandeira, para explorar aquela região, procurando encontrar pedras preciosas. Antônio Gonçalves Figueira, que pertencia à Bandeira de Fernão Dias, acompanhou-a até às margens do Rio Paraopeba, onde, com Matias Cardoso de Almeida, abandonou o chefe, que voltou para São Paulo, chegando lá dois anos depois. Naquele lugar, Antônio e Matias construíram fazendas, cujas sedes foram crescendo e se transformando em cidades, mataram índios e continuaram a explorar as riquezas da região. 
Pelo alvará de 12 de abril de 1707, Antônio Gonçalves Figueira obteve a sesmaria de uma légua de largura por três comprimentos, que constituiu a Fazenda de Montes Claros (uma das três fazendas), situada nas cabeceiras do Rio Verde Grande, pela margem esquerda. Gonçalves Figueira, para alcançar mercado para o gado, construiu estradas para Tranqueiras, na Bahia, e para o Rio São Francisco.
Antônio Gonçalves Figueira, que era natural de São Paulo, decidiu retornar para sua região de origem, deixando a fazenda de Montes Claros aos cuidados de seu irmão Manuel Afonso de Siqueira, que era proprietário de fazendas vizinhas. 
Algum tempo depois, os descendentes de Gonçalves Figueira venderam parte das terras da fazenda Montes Claros. O Alferes José Lopes de Carvalho, cujo sobrinho havia se casado com a neta de Manuel Afonso de Siqueira, adquiriu parte da fazenda Montes Claros, onde ergueu a capela, onde atualmente é a Igreja Matriz Nossa Senhora da Conceição e São José de Montes Claros. Em volta da capela foi se formando o Arraial das Formigas, o segundo povoado da Fazenda Montes Claros, que anos mais tarde se tornou a cidade com mesmo nome.

### Evolução administrativa

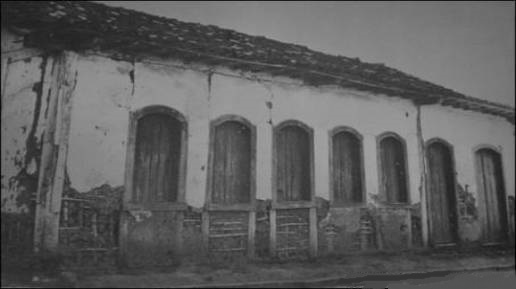
Casa do Alferes José Lopes de Carvalho

124 anos após obtenção da Sesmaria, por Antônio Gonçalves Figueira, o arraial já estava suficientemente desenvolvido para tornar-se independente, desmembrando-se do município do Serro Frio (atual Serro). Pelo esforço dos líderes políticos, o município  foi criado  pela Lei de 13 de outubro de 1831, recebendo o nome de Montes Claros de Formigas. Sua vida como município independente iniciou-se em 1832, quando foi eleita e empossada a primeira Câmara Municipal. 
Em 1857, a então Vila (município) de Montes Claros de Formigas possuía pouco mais de 2 mil habitantes, pois os melhoramentos existentes eram os mesmos de quase todos os municípios da Província. Assim, pela Lei 802 de 3 de julho daquele ano, a Vila passou à condição de cidade, com o nome de Montes Claros. Apesar de ter iniciado sua vida como município independente em 1832 com a posse da primeira Câmara Municipal e a eleição de seu Agente Executivo (cargo equivalente a prefeito), tradicionalmente o aniversário da cidade é comemorado em 3 de julho (referência a 1857) e não em 16 de outubro (1832), quando foi criado o municipio por emancipação do Serro. Tal história foi relatada e esclarecida no artigo "A invenção do 3 de julho"  publicado na revista Unimontes Cientifica.
Pela lei provincial nº 1398, de 27 de novembro de 1867, e lei estadual nº 2, de 14 de setembro de 1891, foi criado o distrito de Brejos das Almas (ex-povoado de São Gonçalo do Brejo das Almas), primeiro distrito do município. Com o passar do tempo, o território montes-clarense sofreu diversas perdas territoriais e reformulações administrativas, com a criação e emancipação de diversos distritos.

### Após a fundação
Após a emancipação política, com o crescimento populacional, houve a necessidade de investimentos na infraestrutura urbana municipal. Em 1871, foi criado o Hospital de Caridade, depois chamado "Santa Casa de Caridade". Em 2 de fevereiro de 1880 foi instalada a Escola Normal de Montes Claros. Em 24 de fevereiro de 1884 saiu o primeiro número do Semanário "Correio do Norte". Dia 14 de setembro de 1886 foi a data da inauguração da Capela de Santa Cruz, conhecida simplesmente por Capela do Morrinho. E em 27 de outubro de 1892 foi criada a primeira linha telegráfica da cidade.

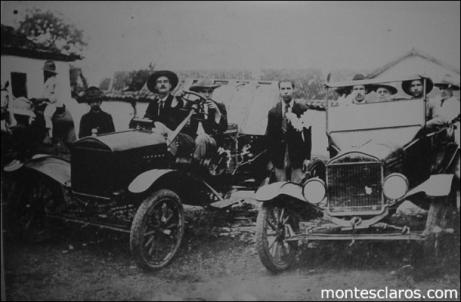
Primeiros automóveis da cidade, em 1920.

A indústria em Montes Claros começou com a fábrica de tecidos do Cedro, em 1882, que em 25 de julho de 1889 foi destruída por grande incêndio. Contava com ensino primário para instrução de funcionários. No comércio destacou-se a criação do Mercado Municipal, cuja inauguração ocorreu no dia 3 de setembro de 1899. Situado no largo de cima, hoje praça Dr. Carlos Versiani, era construção imponente com uma torre bem alta, onde o relógio, doado por Dona Carlota Versiani, tocava a cada hora. No decorrer do século XX destacaram-se a chegada da energia elétrica à cidade, em 20 de janeiro de 1917, a chegada do primeiro automóvel, em 10 de novembro de 1920, a criação do serviço de água potável, em 18 de dezembro de 1938, e a Instalação do Serviço de Telefone Interurbano, em 30 de junho de 1956.

### Crescimento econômico e demográfico
Em Montes Claros houve um grande processo de industrialização a partir da década de 1970. A atividade industrial, implantada a partir de incentivos fiscais e financeiros do poder público (federal, estadual e municipal) através da Superintendência de Desenvolvimento do Nordeste (SUDENE), fez com que a cidade se tornasse foco de um intenso fluxo migratório, o que gerou um crescimento urbano desordenado. Assim, o rápido processo de urbanização, agravado pela falta de planejamento, resultou numa diferenciação espacial intraurbana, com várias áreas demarcadas por focos de pobreza. Na década de 1980, alterações importantes ocorreram na malha urbana com a ocupação de vazios urbanos na região sul, reforma de avenidas para permitir um melhor fluxo de veículos, verticalização na área central e suas proximidades, alteração na distribuição espacial de diversas atividades e dispersão da periferia.
Com o passar do tempo, novas melhorias foram feitas, com fim de diminuir o índice de pobreza. Em 1970, 74,79% da população se encontrava em nível de pobreza, enquanto que em 2001 esta taxa era de 33,17%. Hoje a predominância do espaço rural foi e está sendo substituída pelo urbano, para atender às exigências da expansão urbana, dada pelo aumento das atividades produtivas na cidade (indústria, comércio e serviços) e pelo aumento da demanda habitacional, gerado pela concentração populacional. O limite entre o campo e a cidade está deixando de ser visível e a população do campo vem decrescendo a cada ano.

## Geografia
A área do município, segundo o Instituto Brasileiro de Geografia e Estatística, é de 3 589,811 km², sendo que 73,51 km² constituem a zona urbana, situando-se a 16°44'06" de latitude sul e 43° 51' 43" de longitude oeste. Está a uma distância de 422 quilômetros ao norte da capital mineira. Seus municípios limítrofes são São João da Ponte, a norte; Capitão Enéas, a nordeste; Francisco Sá, a leste; Juramento e Glaucilândia, a sudeste; Bocaiuva e Engenheiro Navarro, a sul; Claro dos Poções, a sudoeste; São João da Lagoa e Coração de Jesus, a oeste; e Mirabela e Patis, a noroeste.

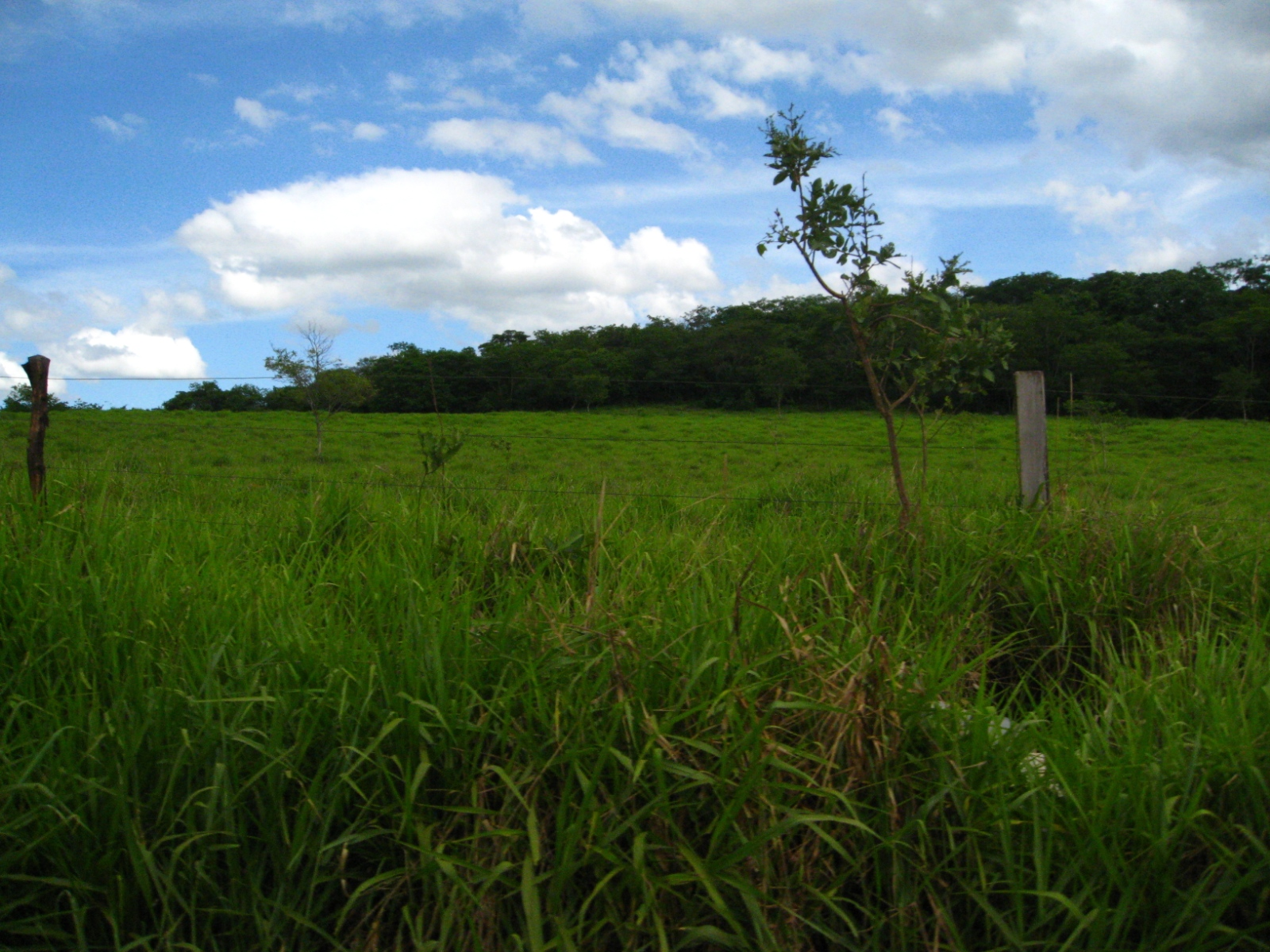
Pastagens em terreno ondulado na zona rural de Montes Claros.

De acordo com a divisão regional vigente desde 2017, instituída pelo IBGE, o município pertence às Regiões Geográficas Intermediária e Imediata de Montes Claros. Até então, com a vigência das divisões em microrregiões e mesorregiões, fazia parte da microrregião de Montes Claros, que por sua vez estava incluída na mesorregião do Norte de Minas.
O ponto central da cidade tem uma altitude média de 655,21 metros. O ponto culminante do município é o Morro Vermelho, onde a altitude chega aos 1 075 metros. Em Montes Claros predomina um relevo ondulado, com mares de morros e montanhas. A altitude mínima, que é de 502 metros, encontra-se na foz do Ribeirão do Ouro. 60% do terreno municipal são ondulados, 30% são de áreas planas e os 10 % restantes são zonas montanhosas.
O município pertence à Bacia do rio São Francisco, além de ser banhado pelos rios do Vieira, do Cedro, Verde Grande, Pacuí, São Lamberto e Riachão. Ainda há as lagoas: Tiriricas, Lagoão, Periperi, São João, Brejão, Garça, Vereda dos Caetanos, Mombuca, São Jorge, Freitas, Matos e Barreiro. No solo de Montes Claros predomina uma formação Pré-cambriana antiga, com ocorrência de siltito, ardósia, calcários, filitos, calcita, galena, minério de ferro, azotato de potássio, cristal de rocha e ouro de aluvião.

### Geologia
Há uma falha geológica nos entornos da cidade, que é apontada como a responsável por tremores de terra. Ela tem cerca de 3 quilômetros de extensão (estende-se do bairro Vila Atlântica à Serra do Mel) e está situada a uma profundidade de 1,5 a 2 quilômetros. Por conta da "fenda" no subsolo, a terra treme quase que continuamente, segundo informações divulgadas por professores do departamento de Geofísica da Universidade de São Paulo (USP) e do Observatório Sismológico da Universidade de Brasília (UnB).
O abalo de maior intensidade já registrado foi de cerca de 4.2 graus na Escala Richter, ocorrido em 19 de maio de 2012, atingindo 60 casas, sendo que seis delas foram condenadas e duas interditadas pela Defesa Civil da cidade, com as famílias desabrigadas. Segundo informações, tremores superiores a 5 graus na Escala Richter são improváveis e imprevisíveis, mas possíveis. Porém, como os abalos duram segundos, não há risco de causar danos graves. Sismógrafos contabilizaram 174 tremores de terra em Montes Claros de julho a dezembro de 2012.

### Clima
| Maiores acumulados de precipitação em 24 horas registrados em Montes Claros por meses (INMET) | Maiores acumulados de precipitação em 24 horas registrados em Montes Claros por meses (INMET) | Maiores acumulados de precipitação em 24 horas registrados em Montes Claros por meses (INMET) | Maiores acumulados de precipitação em 24 horas registrados em Montes Claros por meses (INMET) | Maiores acumulados de precipitação em 24 horas registrados em Montes Claros por meses (INMET) | Maiores acumulados de precipitação em 24 horas registrados em Montes Claros por meses (INMET) |
| Mês                                                                                           | Acumulado                                                                                     | Data                                                                                          | Mês                                                                                           | Acumulado                                                                                     | Data                                                                                          |
| --------------------------------------------------------------------------------------------- | --------------------------------------------------------------------------------------------- | --------------------------------------------------------------------------------------------- | --------------------------------------------------------------------------------------------- | --------------------------------------------------------------------------------------------- | --------------------------------------------------------------------------------------------- |
| Janeiro                                                                                       | 136,7 mm                                                                                      | 13/01/1961                                                                                    | Julho                                                                                         | 27,8 mm                                                                                       | 22/07/1978                                                                                    |
| Fevereiro                                                                                     | 117,8 mm                                                                                      | 04/02/2018                                                                                    | Agosto                                                                                        | 32,2 mm                                                                                       | 30/08/1990                                                                                    |
| Março                                                                                         | 143 mm                                                                                        | 02/03/1997                                                                                    | Setembro                                                                                      | 60,4 mm                                                                                       | 23/09/2002                                                                                    |
| Abril                                                                                         | 66,1 mm                                                                                       | 13/04/1996                                                                                    | Outubro                                                                                       | 78,5 mm                                                                                       | 30/10/2009                                                                                    |
| Maio                                                                                          | 61,4 mm                                                                                       | 01/05/2025                                                                                    | Novembro                                                                                      | 156,7 mm                                                                                      | 16/11/1971                                                                                    |
| Junho                                                                                         | 24,5 mm                                                                                       | 24/06/2004                                                                                    | Dezembro                                                                                      | 145 mm                                                                                        | 26/12/2002                                                                                    |
| Período: 01/01/1961 a 08/02/1963 e 01/10/1968-presente                                        |                                                                                               |                                                                                               |                                                                                               |                                                                                               |                                                                                               |

O clima montes-clarense é caracterizado como tropical (tipo Aw segundo Köppen), tendo invernos secos e amenos e verões chuvosos com temperaturas altas, com índice pluviométrico anual de 1 000 mm. Durante a estação seca é comum os índices de umidade relativa do ar (URA) despencarem, sendo comuns valores abaixo de 30%, ou ainda de 20%, muito abaixo dos 60% recomendáveis pela Organização Mundial da Saúde (OMS). Nessa mesma época tornam-se mais frequentes os registros de queimadas, principalmente na zona rural, que, pelo lançamento de poluentes na atmosfera, contribuem para prejudicar a qualidade do ar.
Segundo dados do Instituto Nacional de Meteorologia (INMET), referentes ao período de 1961 a 1963 e a partir de 1968, a menor temperatura registrada em Montes Claros foi de 5,8 °C em 18 de julho de 2000, porém o recorde mínimo absoluto desde 1912 foi de 3,2 °C em 18 de junho de 1915. A maior temperatura, por outro lado, chegou a 40,4 °C em 8 de outubro de 2020, superando o recorde anterior de 40,3 °C em 6 de novembro de 2015.
Ainda de acordo com o INMET, o maior acumulado de precipitação em 24 horas no mesmo período chegou a 156,7 milímetros (mm) em 16 de novembro de 1971. Outros acumulados iguais ou superiores a 100 mm foram 143 mm em 2 de março de 1997, 136,7 mm em 13 de janeiro de 1961, 136 mm em 4 de janeiro de 1961, 135,8 mm em 11 de janeiro de 1962, 128,3 mm em 20 de janeiro de 2013, 117,8 mm em 4 de fevereiro de 2018, 114,3 mm em 18 de dezembro de 1989, 107,8 mm em 5 de novembro de 1998, 105,4 mm em 1 de janeiro de 1962 e 101 mm em 20 de dezembro de 1993. Janeiro de 1961, com 956,6 mm, foi o mês de maior precipitação.

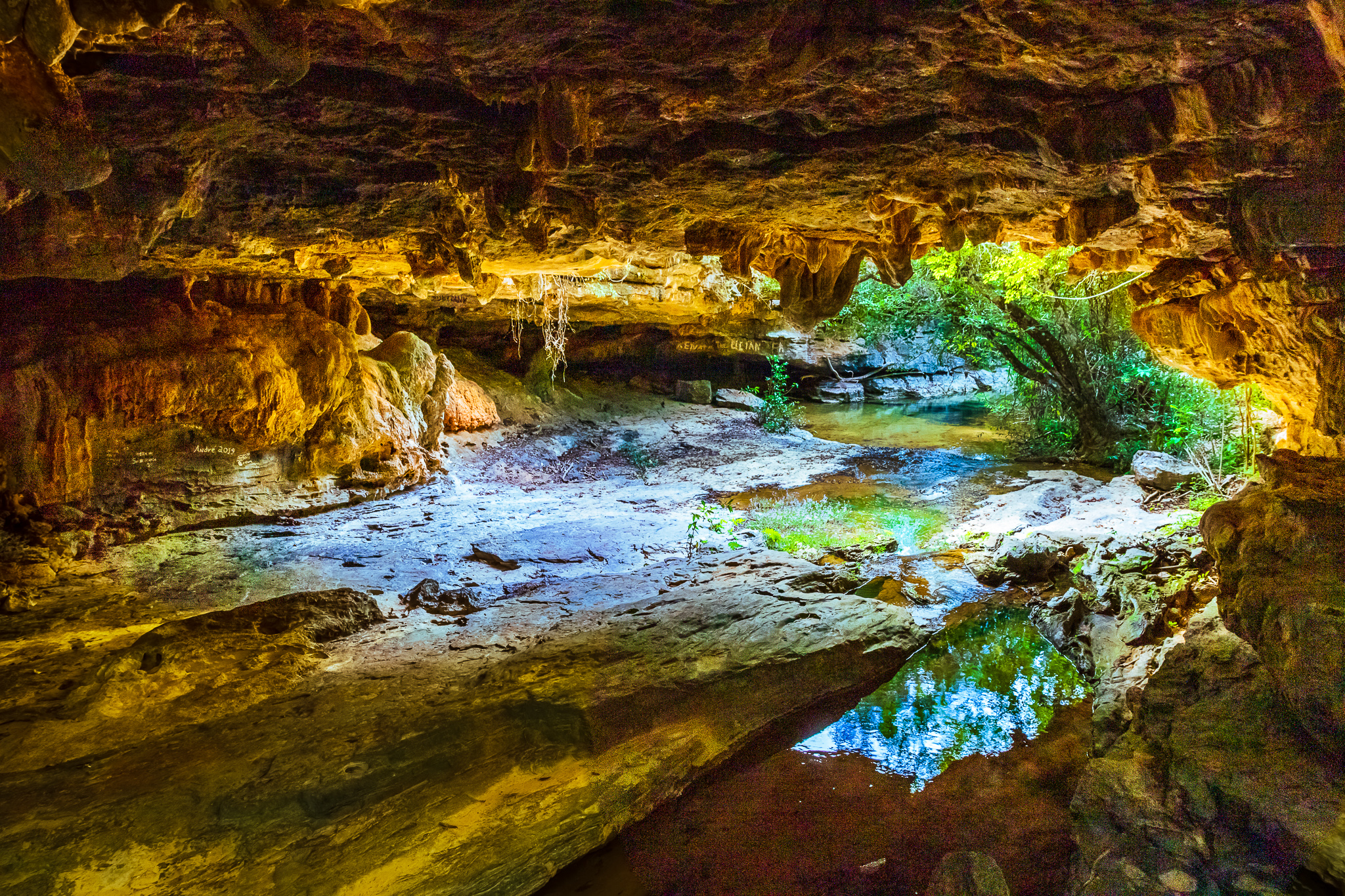
Parque Estadual da Lapa Grande, localizado em Montes Claros.

| Dados climatológicos para Montes Claros                                                                                  | Dados climatológicos para Montes Claros | Dados climatológicos para Montes Claros | Dados climatológicos para Montes Claros | Dados climatológicos para Montes Claros | Dados climatológicos para Montes Claros | Dados climatológicos para Montes Claros | Dados climatológicos para Montes Claros | Dados climatológicos para Montes Claros | Dados climatológicos para Montes Claros | Dados climatológicos para Montes Claros | Dados climatológicos para Montes Claros | Dados climatológicos para Montes Claros | Dados climatológicos para Montes Claros |
| Mês | Jan                                     | Fev                                     | Mar                                     | Abr                                     | Mai                                     | Jun                                     | Jul                                     | Ago                                     | Set                                     | Out                                     | Nov                                     | Dez                                     | Ano                                     |
| --- | --------------------------------------- | --------------------------------------- | --------------------------------------- | --------------------------------------- | --------------------------------------- | --------------------------------------- | --------------------------------------- | --------------------------------------- | --------------------------------------- | --------------------------------------- | --------------------------------------- | --------------------------------------- | --------------------------------------- |
| Temperatura máxima recorde (°C)                                                                                          | 38                                      | 37,8                                    | 37,4                                    | 36                                      | 34,4                                    | 35,2                                    | 33,6                                    | 36,8                                    | 40,5                                    | 40,7                                    | 40,3                                    | 37,8                                    | 40,7                                    |
| Temperatura máxima média (°C)                                                                                            | 30,4                                    | 30,9                                    | 30,4                                    | 30,2                                    | 29,2                                    | 28,4                                    | 28,3                                    | 29,6                                    | 31,6                                    | 32,3                                    | 30,1                                    | 30                                      | 30,1                                    |
| Temperatura média compensada (°C)                                                                                        | 24,6                                    | 24,9                                    | 24,5                                    | 23,7                                    | 22,1                                    | 20,8                                    | 20,6                                    | 22                                      | 24,3                                    | 25,5                                    | 24,5                                    | 24,4                                    | 23,5                                    |
| Temperatura mínima média (°C)                                                                                            | 19,9                                    | 19,9                                    | 19,9                                    | 18,6                                    | 16,3                                    | 14,6                                    | 14                                      | 15,1                                    | 17,7                                    | 19,8                                    | 20,2                                    | 20,2                                    | 18                                      |
| Temperatura mínima recorde (°C)                                                                                          | 14,6                                    | 15                                      | 12,6                                    | 11,4                                    | 6,4                                     | 6,5                                     | 5,8                                     | 7,7                                     | 10                                      | 12                                      | 12,8                                    | 14,7                                    | 5,8                                     |
| Precipitação (mm) | 179,8                                   | 104,5                                   | 137                                     | 41,5                                    | 11,5                                    | 2                                       | 0,6                                     | 1,6                                     | 18,5                                    | 73,3                                    | 205,8                                   | 222,5                                   | 998,6                                   |
| Dias com precipitação (≥ 1 mm)                                                                                           | 10                                      | 7                                       | 9                                       | 4                                       | 2                                       | 0                                       | 0                                       | 0                                       | 2                                       | 6                                       | 12                                      | 13                                      | 65                                      |
| Umidade relativa compensada (%)                                                                                          | 70,4                                    | 68,2                                    | 72,1                                    | 69,6                                    | 65,7                                    | 62,3                                    | 57                                      | 50,6                                    | 47,6                                    | 53,3                                    | 69,1                                    | 73,5                                    | 63,3                                    |
| Insolação (h) | 208,7                                   | 212,6                                   | 217                                     | 234,6                                   | 253,5                                   | 256,3                                   | 272,6                                   | 281,8                                   | 254                                     | 229,8                                   | 170,2                                   | 177,1                                   | 2 768,2                                 |
| Fonte: INMET (normal climatológica de 1991-2020; recordes de temperatura: 01/01/1961 a 08/02/1963 e 01/10/1968-presente) |                                         |                                         |                                         |                                         |                                         |                                         |                                         |                                         |                                         |                                         |                                         |                                         |                                         |

### Ecologia e meio ambiente
Montes Claros pertence ao domínio do cerrado, onde há ocorrências do cerrado caducifólio e do cerrado subcaducifólio, com ligeiras ocorrências de cerrado superemifólio Também há trechos com registros de caatinga hipogerófila. Na flora regional é comum o desenvolvimento da tabebuia (pau-d'arco), do pequizeiro, do bloco de Juriti, do jatobá, da macambira, do schinopsis brasiliensis (braúna) e da paineira (barriguda), além de possuir uma flora rica em plantas medicinais.
Segundo a Lei nº 3754, de 15 de junho de 2007, que institui a política municipal de proteção, preservação, conservação, controle e recuperação do meio ambiente de Montes Claros, o Conselho Municipal de Defesa e Conservação do Meio Ambiente (CODEMA) é o órgão público responsável pela proteção, conservação e melhoria do meio ambiente da cidade. Também é a encarregada de monitorar o uso das Áreas de Proteção Ambiental do município.

## Demografia
A primeira estimativa da quantidade populacional foi expressada quando a cidade de Montes Claros era chamada de Arraial das Formigas. Em viagem realizada em 1817, Saint-Hilaire escreveu: "Essa povoação, que pode compreender atualmente duzentas casas e mais de oitocentas almas, é certamente uma das mais belas que vi na Província de Minas". 
De acordo com o Censo Populacional promovido pelo Império Brasileiro em 1832, em Montes Claros havia 3 350 habitantes, dentre eles 499 pessoas escravizadas (cerca de 0,24% em relação ao total da Província de Minas Gerais).
Conforme o Recenseamento Geral do Império feito em 1872, havia 8 862 pessoas livres e 1 143 pessoas escravizadas no município de Montes Claros, fazendo um total de 10 005 habitantes. Enquanto que a soma total da população, incluindo os distritos e a zona rural totalizava 40 317 habitantes.
Em 30 de outubro de 1884, o distrito Jequitaí foi elevada à condição de "cidade de Jequitaí", reduzindo a quantidade total da população de Montes Claros. 
Em 1897, no estudo feito pelo desembargador Antônio Augusto Velloso, foi estimada a população do município com 15 mil habitantes. Incluindo os distritos e a zona rural totalizava cerca de 42 mil habitantes. 
Em 7 de setembro de 1923, o distrito de Brejo das Almas foi elevado a categoria de cidade de Francisco Sá. Em 10 de setembro de 1925, o distrito de Coração de Jesus foi elevado ao status de cidade, e por isso a contagem total do crescimento populacional de Montes Claros foi afetada. 
Em 1940, o IBGE contou 61 532 habitantes em Montes Claros, dos quais 28 798 brancos, 10 326 pretos, 2 amarelos, 22 396 pardos e 10 não declarados.Dez anos depois, com o censo de 1950, o IBGE contou a população de 71 736 habitantes. 
Em 12 de dezembro de 1953, desmembra do município de Montes Claros o distrito de Juramento, elevado à categoria de município. Por isso ocorreu diminuição na contagem total da população no censo de 1955.
Em 2000, segundo dados do Censo Instituto Brasileiro de Geografia e Estatística daquele ano, a população montes-clarense era composta por 131 231 brancos (42,75%); 16 691 pretos (5,44%); 156 126 pardos (50,86%); 260 amarelos (0,08%); 1 153 indígenas (0,38%); além de 1 485 sem declaração (0,48%).
Em 2010, a população do município foi contada pelo Instituto Brasileiro de Geografia e Estatística (IBGE) em 361 971 habitantes, sendo o sexto mais populoso do estado e o 62º do país e apresentando uma densidade populacional de 101,05 habitantes por km². Segundo o censo de 2010, 174 281 habitantes eram homens e 187 690 mulheres. Ainda segundo o mesmo censo, 344 479 habitantes viviam na zona urbana e 17 492 na zona rural.
De acordo com um estudo genético publicado em 2010, a composição genética da população pesquisada em Montes Claros naquele ano era a seguinte: 52% de contribuição europeia, 39% de contribuição africana e 9,0% de contribuição indígena.
Segundo o IBGE 2022 a população de Montes Claros se declara Parda 60%,  branca 28%, Preta 10%, indígena 0,11%, amarela 0,1%. 

### Índice de Desenvolvimento Humano
Em Montes Claros, assim como em grande parte do país, o crescimento desordenado da população, causado pelo intenso fluxo migratório sofrido na década de 1970, aliado à falta de planejamento, resultou numa diferenciação espacial intraurbana, com várias áreas demarcadas por focos de pobreza. Até por volta de 1970, a ocupação urbana se restringia à região central da cidade e bairros adjacentes. A partir dessa época, a área urbana passou a sofrer alterações significativas, sendo que as zonas norte, leste e sul tiveram uma expansão populacional mais intensa do que a zona oeste, que é ocupada por uma população de maior renda. O processo de ocupação não ocorreu de forma homogênea, existindo, ainda hoje, muitas áreas caracterizadas como vazios urbanos, em contraste com bairros subdesenvolvidos e favelas.
Na área urbana, a distribuição espacial da população está diretamente relacionada à condição social dos moradores, gerando desigualdade econômica na cidade. Bairros localizados próximo ao centro possuem população com maior poder aquisitivo, enquanto que a periferia é onde estão localizados os mais subdesenvolvidos. De acordo com o IBGE, em 2002 o Índice de Condições de Vida (ICV) era maior nos bairros Cidade Santa Maria (0,81), Todos os Santos (0,68) e São Luís (0,73), situados na região central. E era menor no Vila Mauriceia (0,31), Vera Cruz (0,37) e Vila Atlântida (0,27), todos localizados em áreas afastadas do centro.
No ano de 2009, de acordo com o IBGE, o coeficiente de Gini, que mede a desigualdade social, era de 0,41, sendo que 1,00 é o pior número e 0,00 é o melhor. A incidência da pobreza, medida pelo IBGE, é de 31,37%, o limite inferior da incidência de pobreza é de 21,74%, o superior é de 41,00% e a incidência da pobreza subjetiva é de 26,03%.
O Índice de Desenvolvimento Humano Municipal (IDH-M) de Montes Claros é considerado alto pelo Programa das Nações Unidas (ONU), para o Desenvolvimento (PNUD). Seu valor é de 0,770, sendo o 227° maior de todo país (entre 5 565 municípios). A cidade possui a maioria dos indicadores médios e parecidos com os da média nacional segundo o PNUD.

### Religião

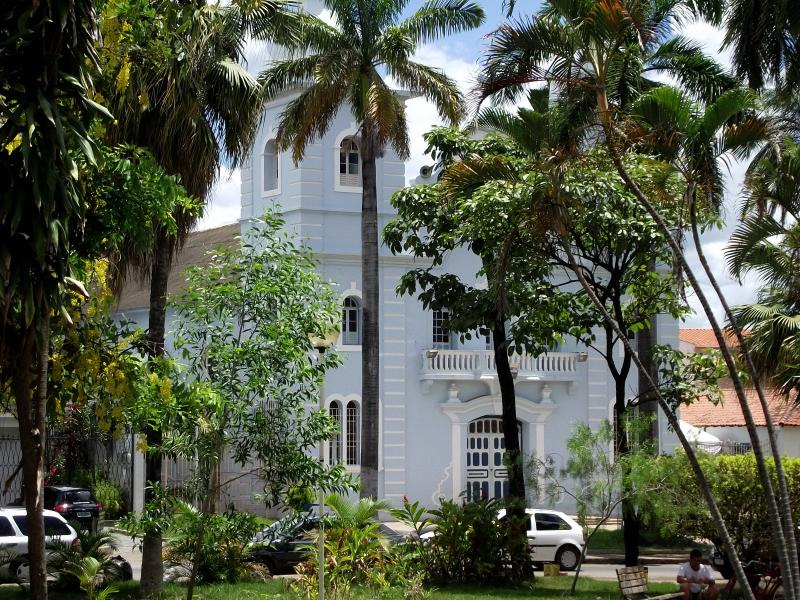
Igreja Matriz de Montes Claros.

Tal como a variedade cultural em Montes Claros, são diversas as manifestações religiosas presentes na cidade. Embora tenha se desenvolvido sobre uma matriz social eminentemente católica, é possível encontrar atualmente na cidade dezenas de denominações protestantes diferentes.
O município de Montes Claros está localizado no país mais católico do mundo em números absolutos. A Igreja Católica teve seu estatuto jurídico reconhecido pelo governo federal em outubro de 2009, ainda que o Brasil seja atualmente um estado oficialmente laico.
O município possui os mais diversos credos evangélicos ou reformados, como a Assembleia de Deus, a Igreja Cristã Maranata, a Igreja Presbiteriana, as igrejas batistas, a Igreja Adventista do Sétimo Dia e a Igreja Universal do Reino de Deus, entre outras. De acordo com dados do censo de 2000 realizado pelo IBGE, a população de Montes Claros está composta por: católicos (77,13%), evangélicos (15,58%), pessoas sem religião (4,02%), espíritas (0,66%) e 2,61% estão divididas entre outras religiões. Segundo o censo brasileiro de 2022, a composição religiosa da cidade era de 62,51% católicos, 28,82% evangélicos ou protestantes, 0,91% espíritas, 0,27% umbandistas ou candomblecistas, 0,0% de religião tradicional, 2,95% de outras religiões, 4,46% irreligiosos, 0,03% não informados e 0,04% não declarados.

## Política e administração
De acordo com a Constituição de 1988, Montes Claros está localizada em uma república federativa presidencialista. Foi inspirada no modelo estadunidense, no entanto, o sistema legal brasileiro segue a tradição romano-germânica do Direito positivo. A administração municipal se dá pelo poder executivo e pelo poder legislativo.
Antes de 1930 os municípios eram dirigidos pelos presidentes das câmaras municipais, também chamados de agentes executivos ou intendentes. Somente após a Revolução de 1930 é que foram separados os poderes municipais em executivo e legislativo. O primeiro intendente do município foi José Pinheiro Neves e o primeiro líder do poder executivo e prefeito do município foi Orlando Ferreira Pinto. Em vinte e nove mandatos, 25 prefeitos passaram pela prefeitura de Montes Claros, além dos 22 agentes executivos. Em 2008, o prefeito que venceu as eleições municipais foi Luiz Tadeu Leite, do Partido do Movimento Democrático Brasileiro (PMDB), sendo eleito com 96 374 votos (52,58% dos votos válidos) no segundo turno das votações, realizados pelo fato de a cidade ter mais de 200 mil eleitores e de Tadeu não ter conseguido mais de 50% das intenções no primeiro turno.
O Poder legislativo é constituído pela Câmara, composta por 15 vereadores eleitos para mandatos de quatro anos, em observância ao disposto no artigo 29 da Constituição. Cabe à casa elaborar e votar leis fundamentais à administração e ao Executivo, especialmente o orçamento participativo (Lei de Diretrizes Orçamentárias).
O município de Montes Claros se rege por lei orgânica, criada em 1 de fevereiro de 2007. A cidade também é a sede de uma Comarca. O município possuía, em 2010, 238 405 eleitores, um aumento de 10,9% em comparação a 2006.

## Subdivisões
Administrativamente o município está dividido em dez distritos, além da sede: Aparecida do Mundo Novo, Ermidinha, Miralta, Nova Esperança, Panorâmica, Pedra Preta dos Montes, Santa Rosa de Lima, São João da Vereda, São Pedro da Garça e Vila Nova de Minas. Desde a emancipação, ocorreram a criação e desmembramento de diversos distritos do município, sendo que a última emancipação foi de Juramento, desmembrado em 12 de dezembro de 1953. Em 2011, havia aproximadamente 160 bairros em Montes Claros, segundo o portal "Grande Brasil". Um dos mais populosos é o Major Prates, onde moravam aproximadamente 25 mil pessoas.

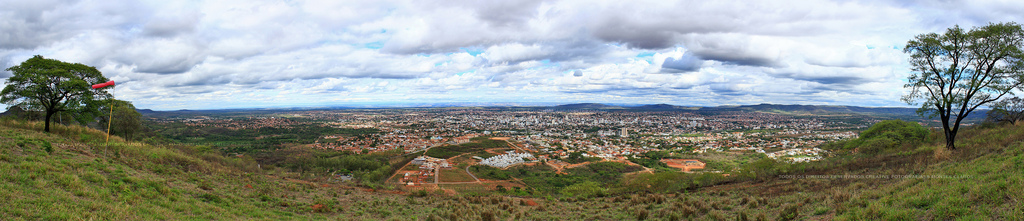
Vista panorâmica do distrito-sede de Montes Claros

## Economia
O Produto Interno Bruto (PIB) de Montes Claros é o maior de sua microrregião, destacando-se na área de prestação de serviços. De acordo com dados do IBGE, relativos a 2020, o PIB do município era de 9 686 454,28 mil de reais. 1 056 788,90 mil são de impostos sobre produtos líquidos de subsídios a preços correntes. O PIB per capita é de 23 426,26 de reais, e o Índice de Desenvolvimento Humano (IDH) de renda é de 0,707.
De acordo com o IBGE, a cidade possuía, no ano de 2008, 9 497 unidades locais, 9 127 empresas e estabelecimentos comerciais atuantes e 130 045 trabalhadores, sendo 70 691 o pessoal ocupado total e 59 354 o ocupado assalariado. Salários, juntamente com outras remunerações, somavam 691 296 reais e o salário médio mensal de todo o município era de 2,2 salários mínimos.

### Setores
A economia de Montes Claros é diversificada pelas atividades agropecuárias, industriais e de prestação de serviços. A principal fonte econômica está centrada no setor terciário, com seus diversos segmentos de comércio e prestação de serviços de várias áreas, como na educação e saúde. Em seguida, destaca-se o setor secundário, com complexos industriais de grande porte, além das unidades produtivas de pequeno e médio portes.
Primário
| Produção de cana-de-açúcar, mandioca e milho | Produção de cana-de-açúcar, mandioca e milho | Produção de cana-de-açúcar, mandioca e milho |
| -------------------------------------------- | -------------------------------------------- | -------------------------------------------- |
| Produto                                      | Área colhida (Hectares)                      | Produção (Tonelada)                          |
| Cana-de-açúcar                               | 480                                          | 38 400                                       |
| Mandioca                                     | 470                                          | 5 640                                        |
| Milho                                        | 2 720                                        | 5 440                                        |

A agricultura é o setor menos relevante da economia de Montes Claros. De todo o PIB da cidade, 77 393 mil reais é o valor adicionado bruto da agropecuária. Segundo o IBGE, em 2009 o município possuía um rebanho de 159 830 bovinos, 14 810 suínos, 6 596 equinos, 1 130 muares, 620 caprinos, 210 asinos, 630 ovinos e 2 202 300 aves, entre estas 1 618 000 galinhas e 584 300 galos, frangos e pintinhos. Em 2009 a cidade produziu 25 603 mil litros de leite de 20 120 vacas. Foram produzidos 38 879 dúzias de ovos de galinha e 11 100 quilos de mel de abelha. Na lavoura temporária são produzidos principalmente a cana-de-açúcar (38 400 toneladas), a mandioca (5 640 toneladas), e o milho (5 440 toneladas).
Secundário
A indústria, atualmente, é o segundo setor mais relevante para a economia do município. 774 539 mil reais do PIB municipal são o valor adicionado bruto da indústria (setor secundário). A cidade conta com um distrito industrial, composto por diversas empresas, que possui área de 5,2 milhões de m² e é administrado pela Companhia de Desenvolvimento Econômico de Minas Gerais (CODEMIG), sendo um dos mais importantes complexos industriais do Estado de Minas Gerais. Atualmente, estuda-se a implantação do Distrito Industrial 2, com área prevista de 1,5 milhão de m². Também se destaca na área industrial uma Usina de Biodiesel da Petrobras, que foi implantada em 2008 e está em funcionamento.
Segundo dados da prefeitura de Montes Claros, em 2011 havia na cidade 954 estabelecimentos e empresas e 9 912 trabalhadores com foco para o setor industrial do município. Algumas das principais empresas com instalações industriais no município são Coteminas, Lafarge, Novo Nordisk, Nestlé e Petrobras.
Terciário

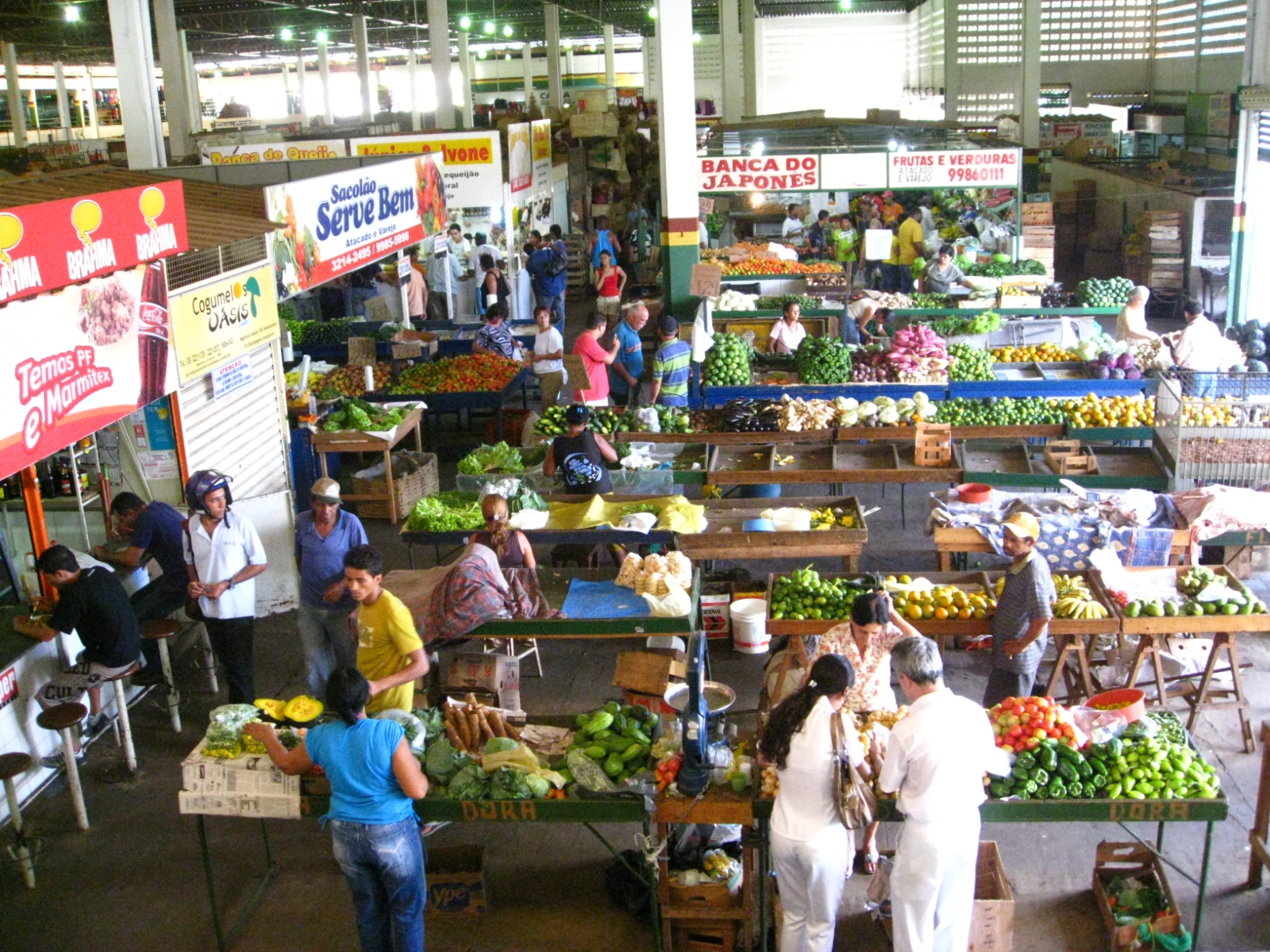
Interior do Mercado Municipal de Montes Claros.

A prestação de serviços rende 2 220 660 reais ao PIB municipal. O setor terciário atualmente é, como citado acima, a maior fonte geradora do PIB montes-clarense. Grande parte do valor do setor terciário vem do comércio. Segundo estatísticas da prefeitura, no ano de 2009 a cidade contava com 617 estabelecimentos e 3 185 trabalhadores na área da construção civil; 6 777 estabelecimentos e 14 997 trabalhadores no comércio; e 5 091 estabelecimentos e 24 473 trabalhadores no setor de serviços.
A cidade conta com diversos núcleos ou centros comerciais, como o Mercado Municipal de Montes Claros, inaugurado em 1899; o Ibituruna Center, criado em 18 de março de 2009; o Montes Claros Shopping, fundado em 8 de novembro de 1997; e o Shopping Popular Mário Ribeiro, inaugurado em 2003. Assim como em grande parte do Brasil, o maior período de vendas é o Natal.

### Incentivos fiscais e financeiros
Embora situado na região Sudeste do país, o município de Montes Claros, devido às suas características edafo-climáticas, econômicas, sociais e culturais, está inserido na região mineira da Superintendência do Desenvolvimento do Nordeste (SUDENE), recebendo incentivos fiscais e financeiros concedidos por essa agência de desenvolvimento regional. Através dela a cidade é contemplada com projetos de investimentos com recursos do Fundo de Desenvolvimento do Nordeste, até o limite de 60% do total dos investimentos fixos e circulantes. Por meio da SUDENE é ainda possível obter isenção do Adicional de Frete para Marinha Mercante Brasileira (AFRMM), bem como do Imposto sobre Operações de Crédito, Câmbio e Seguros (IOF).
A cidade é servida por ampla rede bancária. Além das várias instituições financeiras privadas e cooperativas de crédito que atuam no município, Montes Claros conta ainda com agências do Banco do Brasil, da Caixa Econômica Federal e do Banco do Nordeste. Funcionando com várias modalidades de crédito sob amparo do Fundo Constitucional de Financiamento do Nordeste (FNE) e repasses do Banco Nacional de Desenvolvimento Econômico e Social (BNDES) e do Fundo de Amparo ao Trabalhador (FAT), o Banco do Nordeste é, de acordo com a prefeitura, a principal instituição financeira de beneficiamento às atividades econômicas da região.

## Infraestrutura

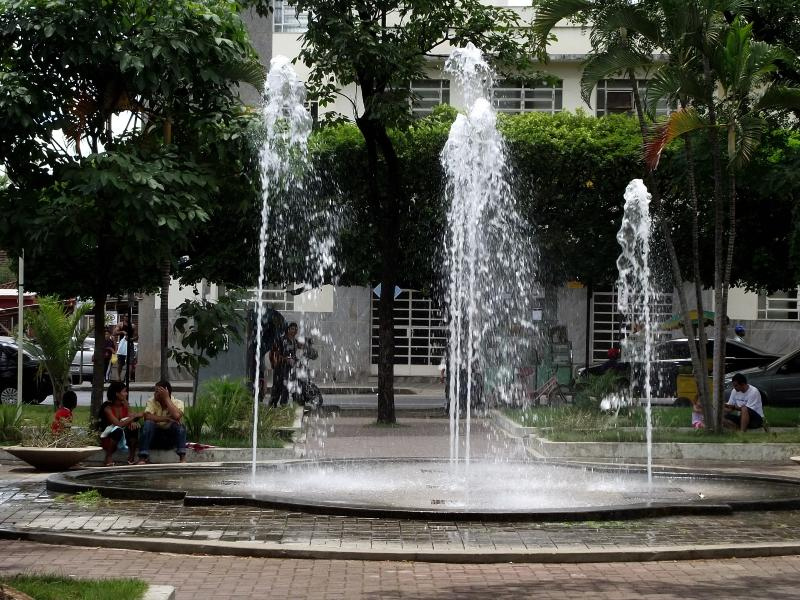
Praça da Matriz, no centro da cidade.

No ano de 2000, o município tinha 75 676 domicílios entre apartamentos, casas, e cômodos. Desse total 59 703 eram imóveis próprios, sendo 56 714 próprios já quitados (74,94%), 2 989 em aquisição (3,95%), 10 103 alugados (13,35%); 5 553 imóveis foram cedidos, sendo 1 190 por empregador (1,57%) e 4 363 cedidos de outra maneira (5,77%). 317 foram ocupados de outra forma (0,40%). O município conta com água tratada, energia elétrica, esgoto, limpeza urbana, telefonia fixa e telefonia celular. Em 2000, 92,77% dos domicílios eram atendidos pela rede geral de abastecimento de água; 90,04% das moradias possuíam lixo coletado por serviço de limpeza e 85,52% das residências possuíam rede geral de esgoto ou pluvial.
Montes Claros destaca-se também por sua infraestrutura urbana e logística, sendo um importante polo regional do Norte de Minas. A cidade é atendida pela BR-135 e pela BR-251, que facilitam o escoamento da produção agrícola e industrial para os grandes centros do Sudeste e do Centro-Oeste. Conta com o Aeroporto de Montes Claros, administrado pela Infraero, que oferece voos regulares para capitais como Belo Horizonte e São Paulo, contribuindo para a integração regional e nacional. O município também dispõe de Distrito Industrial, com incentivos à instalação de indústria de transformação, e é atendido por sistemas modernos de telecomunicações e internet banda larga, além de contar com unidades da Copasa e da Cemig, responsáveis, respectivamente, pelos serviços de abastecimento de água/esgoto e de fornecimento de energia elétrica. A presença de instituições como o Hospital Universitário Clemente de Faria e o Centro de Convenções Sully Prudente complementa a estrutura de apoio urbano, refletindo o papel de Montes Claros como centro regional de comércio, educação, saúde e serviços públicos.

### Saúde
Em 2009, o município possuía 224 estabelecimentos de saúde entre hospitais, prontos-socorros, postos de saúde e serviços odontológicos, sendo 83 deles públicos e 141 privados. Neles a cidade possuía 921 leitos para internação, sendo que 241 estavam nos públicos e os 680 restantes estavam nos privados. Na cidade existem seis hospitais gerais, sendo um público, dois privados e três filantrópicos. Montes Claros conta ainda com 8 780 profissionais de saúde. No ano de 2008 foram registrados 5 167 nascidos vivos, sendo que 7,7% nasceram prematuros, 38,5% foram de partos cesáreos e 16,8% foram de mães entre 10 e 19 anos (0,5% entre 10 e 14 anos). A taxa bruta de natalidade naquele ano foi de 14,4. O Índice de Desenvolvimento Humano (IDH) da longevidade em Montes Claros é de 0,868.
São exemplos de hospitais da cidade o Aroldo Tourinho, Clemente de Farias (Universitário), Fundação Hospitalar Dilson de Quadros Godinho (São Lucas), Alpheu de Quadros e Santa Casa. A Santa Casa de Monte Claros, denominação comum do hospital Irmandade Nossa Senhora das Mercês, é considerado o maior estabelecimento de saúde da região  norte de Minas Gerais.

### Educação

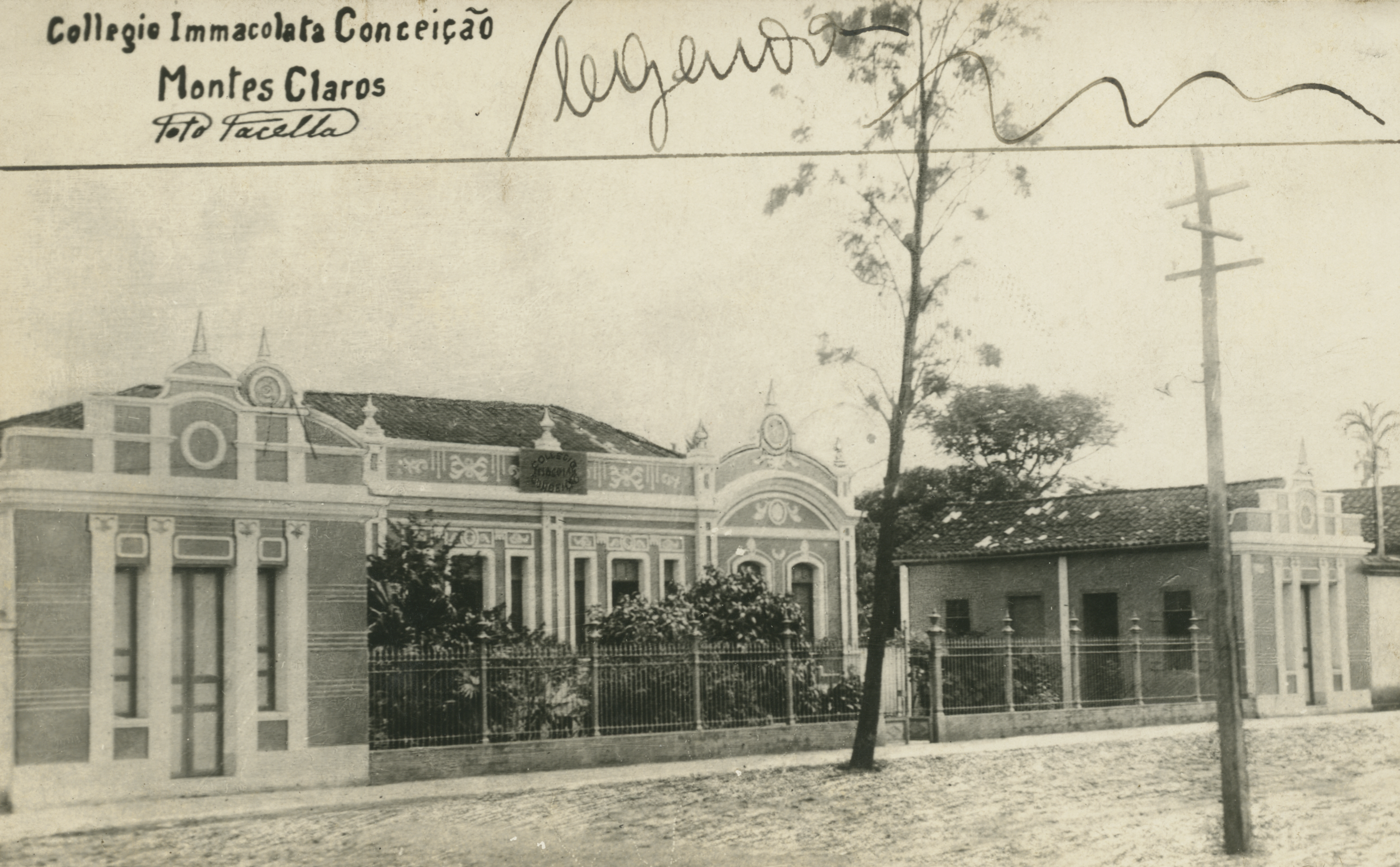
Colégio Imaculada Conceição, anos 1950. Arquivo Nacional.

O município conta com escolas em todas as suas regiões. A população da zona rural tem fácil acesso a escolas em bairros urbanos próximos, em razão da alta taxa de urbanização. O Índice de Desenvolvimento da Educação Básica (IDEB) médio entre as escolas públicas de Montes Claros era, no ano de 2009, de 4,85; valor acima do das escolas municipais e estaduais de todo o Brasil, que é de 4,0%. O município contava, em 2009, com aproximadamente 83 846 matrículas, 4 586 docentes e 342 escolas nas redes públicas e particulares. O valor do Índice de Desenvolvimento Humano (IDH) da educação era de 0,744 (classificado como alto).
Considerado um polo universitário regional, o município conta com três instituições públicas de ensino superior: o Instituto Federal do Norte de Minas Gerais - Campus Montes Claros, a Universidade Estadual de Montes Claros (Unimontes) e a Universidade Federal de Minas Gerais (UFMG), por meio do Instituto de Ciências Agrárias (ICA), além de diversas faculdades privadas que oferecem cursos nas mais diversas áreas.
Segundo dados do Instituto Nacional de Estudos e Pesquisas Educacionais Anísio Teixeira (INEP) e do Ministério da Educação (MEC), o índice de analfabetismo no ano de 2000 entre pessoas de 18 a 24 anos de idade era de 2,51%, enquanto que a taxa de alfabetização adulta naquele ano era de 90,08% (a do Brasil era de 84%).  A taxa bruta de frequência à escola naquele ano era de 74,41%, sendo que no país esse índice era de 81,5%. 10 169 habitantes possuíam menos de 1 ano de estudo ou não contava com instrução alguma. Em 2010, 241 alunos frequentavam o sistema de educação especial e 2 321 crianças estudavam em creches, sendo que 130 alunos de creches possuíam aulas em tempo integral.
| Ensino pré-escolar | 8 997  | 458   | 126 |
| Ensino fundamental | 56 792 | 2 973 | 169 |
| Ensino médio       | 18 057 | 1 155 | 47  |

### Segurança pública e criminalidade

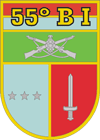
Brasão do 55° BI.

Como na maioria dos municípios médios e grandes do Brasil, a criminalidade ainda é um problema em Montes Claros. Em 2008, a taxa de homicídios no município foi de 28,7 para cada 100 mil habitantes, ficando no 34° lugar a nível estadual e no 534° lugar a nível nacional. O índice de suicídios naquele ano para cada 100 mil habitantes foi de 8,1, sendo o 81° a nível estadual e o 570° a nível nacional. Já em relação à taxa de óbitos por acidentes de trânsito, o índice foi de 33,8 para cada 100 mil habitantes, ficando no 45° lugar a nível estadual e no 389° lugar a nível nacional.
Segundo dados da Polícia Militar de Minas Gerais (PMMG), o batalhão da cidade atende ainda a outros 23 municípios do Norte do Estado, o que força um aumento nas reivindicações por efetivos policiais em Montes Claros. Também de acordo com a PMMG, em 2009 os jovens representavam 74% da população carcerária, sendo que grande parte desses detidos são por causas relacionadas ao narcotráfico. O município também é sede do 55º Batalhão de Infantaria (Batalhão Dionísio Cerqueira, ou 55° BI), unidade militar do Exército Brasileiro que foi criada em 19 de abril de 1851, sendo subordinada à 4ª Região Militar.

### Serviços e comunicações
O serviço de abastecimento de água, assim como em toda a região, é feito pela Copasa (Companhia de Saneamento de Minas Gerais), também responsável pela coleta de esgoto. No município, assim como em quase todo o estado de Minas Gerais, o serviço de abastecimento de energia elétrica é feito pela Companhia Energética de Minas Gerais (Cemig). No ano de 2003 existiam 101 502 consumidores e foram consumidos 368 217 506 kWh de energia.
Ainda há serviços de internet discada e banda larga (ADSL) sendo oferecidos por diversos provedores de acesso gratuitos e pagos. O serviço telefônico móvel, por telefone celular, também é feito por várias operadoras. O código de área (DDD) de Montes Claros é o 038. O Código de Endereçamento Postal (CEP) da cidade vai de 39400-001 até 39409-999. No dia 10 de novembro de 2008 a região de Montes Claros passou a ser servida pela portabilidade, assim como as outras cidades de DDD 38. A portabilidade é um serviço que possibilita a troca da operadora sem a necessidade de se trocar o número do aparelho.
O município conta ainda com jornais impressos em circulação e jornais digitais. No ano de 2004 havia quatro Jornais impressos no total. Em 2001 existiam oito emissoras de rádio, de acordo com a Associação Mineira de Rádio e TV (AMIRT), e a Telecomunicações de Minas Gerais S.A (TELEMIG). Porém esse número aumentou ao longo dos anos. São exemplos de emissoras de rádio da cidade: a 98 FM, primeira a instalar-se no Norte de Minas, em maio de 1981; a Rádio Unimontes 101,1 FM; e a Rádio Transamérica Pop 95,1 FM.

### Transportes

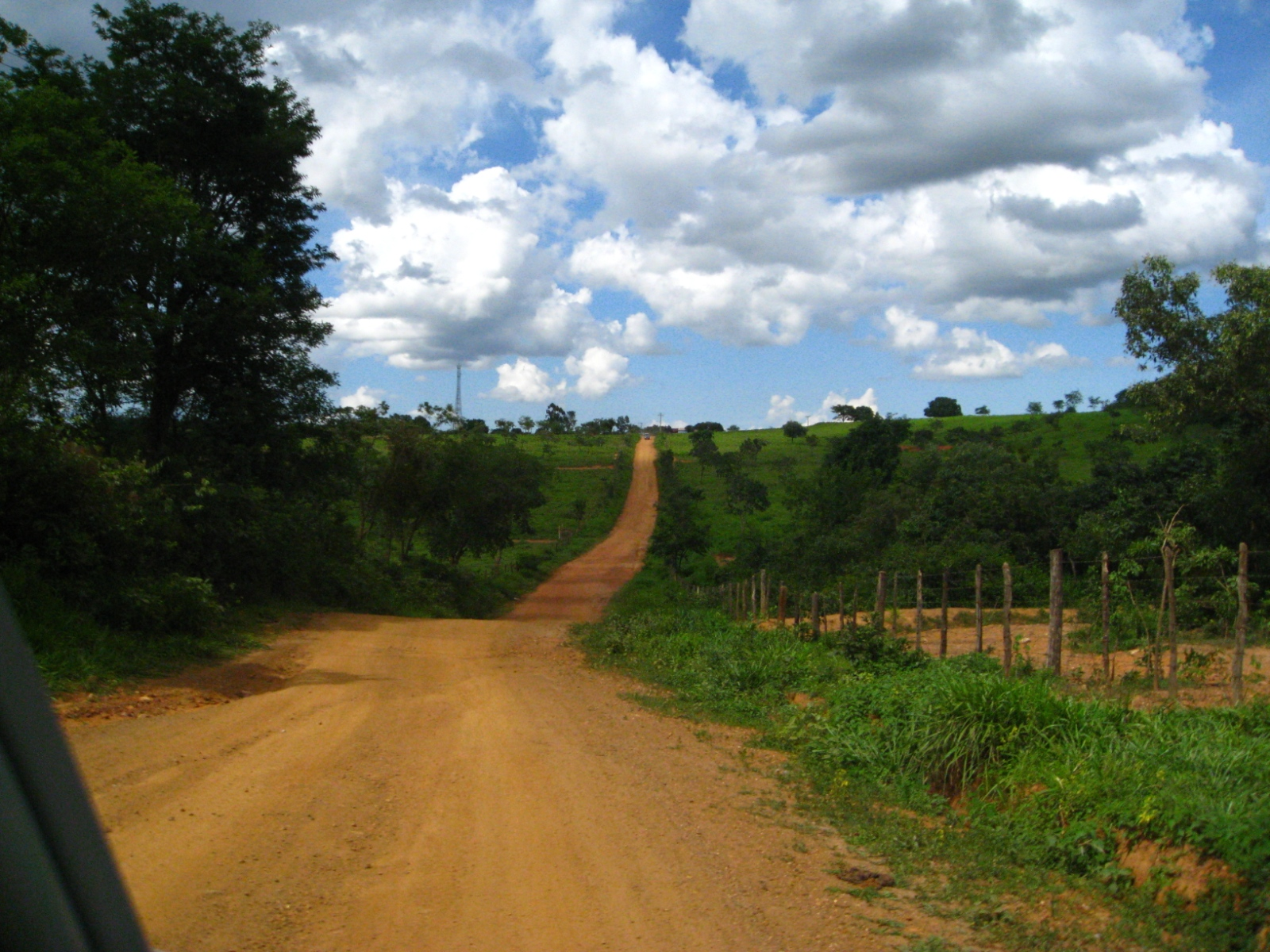
Estrada de terra na zona rural.

Por não possuir rios em abundância, o município não possui muita tradição no transporte hidroviário. Montes Claros também era servida pela Estrada de Ferro Central do Brasil, que operou entre 1858 e 1969, sendo que a estação da cidade ainda funcionou para embarque de passageiros até 1996, ligando o município a Monte Azul. Atualmente na estação, somente operam os trens cargueiros.  O município possui fácil acesso à BR-135, que liga o meio norte do Brasil (Maranhão) à capital mineira, Belo Horizonte; à BR-365, que liga Montes Claros a Pirapora, e Uberlândia; à BR-251, que se estende do estado da Bahia até o estado de Mato Grosso; e à BR-122, que começa no estado do Ceará, em Fortaleza, e termina em Montes Claros, no trevo da BR-251. Em Montes Claros está situado o Aeroporto Mário Ribeiro, que foi inaugurado em 18 de dezembro de 1939 e hoje possui pista de pouso asfaltada de 45 metros de largura e 2 100 metros de extensão, com capacidade anual de 70 000 passageiros. Há ainda outros dois pequenos aeroportos, de administração privada, ambos com pista de 1 150 metros de comprimento.
A frota municipal no ano de 2009 era de 120 436 veículos, sendo 53 200 automóveis, 3 769 caminhões, 398 caminhões trator, 8 079 caminhonetes, 204 micro-ônibus, 47 095 motocicletas, 6 765 motonetas, 917 ônibus e nove tratores de roda. As avenidas duplicadas e pavimentadas e diversos semáforos facilitam o trânsito da cidade, mas o crescimento no número de veículos nos últimos dez anos está gerando um tráfego cada vez mais lento de carros, principalmente na sede do município. Além disso, tem se tornado difícil encontrar vagas para estacionar no centro comercial da cidade, o que vem gerando alguns prejuízos ao comércio.
A Empresa Municipal de Planejamento, Gestão e Educação em Trânsito e Transportes de Montes Claros (McTrans) regulamenta e regulariza o sistema de transporte público, gerencia o trânsito e, através de seus Agentes de Trânsito, aplica autuações aos motoristas que cometem infrações de trânsito. As autuações agora ganharam a ajuda de radares eletrônicos de velocidade espalhados nas principais avenidas da cidade. Já as encarregadas pela exploração do transporte transporte público coletivo de Montes Claros são a Transmoc e Alprino. A Associação das Empresas de Transporte Coletivo Urbano de Montes Claros (ATCMC), fundada em 23 de fevereiro de 1988, é uma associação de empresas destinada a congregar as empresas com a atividade do transporte público municipal. O município também conta com o Terminal Rodoviário Hildeberto Alves de Freitas, que é um dos principais terminais rodoviários da região, inaugurado em 3 de outubro de 1980.

## Cultura
A responsável pelo setor cultural de Montes Claros é a Secretaria Municipal de Cultura, que tem como objetivo planejar e executar a política cultural do município por meio da elaboração de programas, projetos e atividades que visem ao desenvolvimento cultural. Está vinculada ao Gabinete do Prefeito, integra a administração pública indireta do município e possui autonomia administrativa e financeira, assegurada, especialmente, por dotações orçamentárias, patrimônio próprio, aplicação de suas receitas e assinatura de contratos e convênios com outras instituições.

### Artes e artesanato
Atualmente, segundo a prefeitura, Montes Claros não possui casas de espetáculos, a não ser salas de teatro, como a do Colégio Imaculada Conceição. Há também o Centro Cultural de Montes Claros, inaugurado em fevereiro de 2010, que abriga uma biblioteca de temáticas sertanejas, uma livraria dirigida pela Editora UFMG e um escritório da Fundação de Desenvolvimento da Pesquisa (Fundep). Algumas instituições cuidam da área das artes cênicas de Montes Claros, como o Conservatório Estadual de Música Lorenzo Fernandez e a Faculdade de Educação Artística, que pertence à Universidade Estadual de Montes Claros (UNIMONTES), oferecendo cursos com foco para o setor artístico e realizando peças para o público, além de organizarem movimentos para a construção de uma casa de espetáculos. Um dos principais eventos é o Festival de Cinema de Montes Claros, que acontece todo mês de maio, desde 2010, onde há a exibição de filmes produzidos por diversos diretores brasileiros, assim como de diretores da região norte de Minas Gerais. São realizadas as Mostras "Digital Norte Mineira", "de Filmes Infantis" e "Competitiva de Curtas e Longas". No cenário artístico montes-clarense também se destacaram diversas personalidades, como Beto Guedes, violonista, cantor e compositor; Ciro dos Anjos, cronista, romancista, ensaísta e memorialista; Tião Carreiro, cantor sertanejo e o antropólogo, político e escritor Darcy Ribeiro.
O artesanato também é uma das formas mais espontâneas da expressão cultural montes-clarense. Em várias partes do município é possível encontrar uma produção artesanal diferenciada, feita com matérias-primas regionais de acordo com a cultura e o modo de vida local. Alguns grupos reúnem diversos artesãos da região, disponibilizando espaço para confecção, exposição e venda dos produtos artesanais. Normalmente essas peças são vendidas em feiras, exposições ou lojas de artesanato. Neste setor da cultura, se destacaram personalidades como a artista plástica Yara Tupynambá.

### Turismo e eventos

Vista noturna da Praça da Matriz.

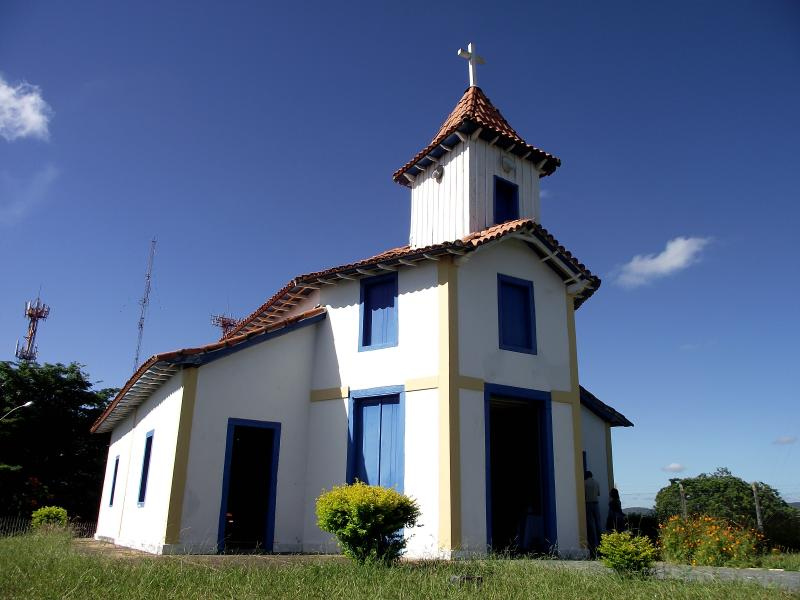
Igreja dos Morrinhos.

Montes Claros ainda conta com diversos pontos turísticos, como: o Parque Municipal Milton Prates, que possui uma grande área verde e é onde está situado o Zoológico Municipal; o Parque Sapucaia, que está localizado na Serra do Ibituruna, sendo uma reserva florestal com relevo montanhoso, propícia para prática de esportes radicais; o Parque Guimarães Rosa, criado pela Lei Municipal nº. 793 de 7 de agosto de 1989, é uma das maiores áreas verdes do perímetro urbano municipal; a Lapa Encantada, com cachoeiras com 1 km de rios subterrâneos; a Gruta do Engenho, aberta para visitação; o Conjunto Lapa Grande, onde se insere a gruta de mesmo nome que, com seus 3 km, está entre as maiores de Minas Gerais, além de abrigar em seus sedimentos restos de animais fósseis; além de construções como a Catedral de Nossa Senhora Aparecida, com 65,08 metros de altura, a Igreja Matriz e a Igrejinha dos Morrinhos. Também possuem destaque os 164 sítios arqueológicos catalogados, tendo como principal o Complexo Espeleológico da Lapa Grande, dada a sua importância arqueológica, onde aparece a formação do vulcão espeleotema de pouquíssima ocorrência no Brasil.
Para estimular o desenvolvimento socioeconômico local, a prefeitura de Montes Claros, juntamente ou não com empresas locais, investe no segmento de festas e eventos. Essas festas, muitas vezes, atraem pessoas de outras cidades, exigindo uma melhor infraestrutura no município e estimulando a profissionalização do setor, o que é benéfico não só aos turistas, como também a toda a população da cidade. As atividades ocorrem durante o ano inteiro. Há o Festival do Pequi, em janeiro; o Carnamontes, em fevereiro ou março; o Festival Internacional de Danças Folclóricas, em maio; as Festas Juninas, em junho ou julho; a Exposição Agropecuária, no Parque de Exposição João Alencar Athayde, em julho; as Festas de Agosto (Catopês); a Feira Nacional da Indústria, Comércio e de Serviços de Montes Claros (FENICS), em agosto; e o Salão Nacional de Poesia Psiu Poético, em outubro.

### Esportes
Assim como em grande parte do Brasil, o esporte mais popular em Montes Claros é o futebol. Na cidade há diversos clubes, destacando-se o Montes Claros Futebol Clube, fundado em 28 de agosto de 1990; o Funorte Esporte Clube, fundado em 4 de maio de 2007; a Associação Atlética Cassimiro de Abreu, fundado em 28 de maio de 1948; e a Associação Desportiva Ateneu, criada em 1 de maio de 1947. Também existem diversos estádios de futebol, como o Estádio João Rebello, com capacidade para 4  550 pessoas; o Estádio José Maria de Melo, com capacidade para 3 346 pessoas; o Estádio Dr. Rubens Durães Peres, 1 000 pessoas; o Estádio Ivani Martins Pereira, 1 000 pessoas, além de pequenos campos distribuídos pela cidade.
Montes Claros também possui destaques em outros esportes, como o voleibol. A Fundação de Apoio ao Desenvolvimento Educacional de Montes Claros (FUNADEM) foi criada em 2009, tendo já no final desse ano conseguido visibilidade nacional após ter vencido o Circuito Internacional de Vôlei, evento amistoso realizado na cidade que reuniu alguns times de outros países. No município também há, de acordo com a prefeitura, cinco ginásios, sendo o maior, o Ginásio Poliesportivo Presidente Tancredo Neves, com capacidade para 12 mil pessoas; seis logradouros próprios para serem usados como pistas de caminhada; e 15 clubes sociais.

### Feriados
Em Montes Claros há três feriados municipais, oito feriados nacionais e três pontos facultativos. Os feriados municipais são: o Corpus Christi, que sempre é realizado na quinta-feira seguinte ao domingo da Santíssima Trindade; o aniversário da emancipação da cidade, dia 3 de julho; e o Dia da Consciência Negra, em 20 de novembro. De acordo com a lei federal n.º 9.093, aprovada em 12 de setembro de 1995, os municípios podem ter no máximo quatro feriados municipais, já incluída a Sexta-Feira Santa.